# 前田智子 (モデル)
前田 智子（まえだ ともこ、1986年10月13日 - ）は、日本のモデル、ダンサー、振付師。東京都出身。クリス・ペプラーズ・オフィス所属。

## 人物概要
高校卒業後、ニューヨークのメリーマウント・マンハッタン大学へ進学し、卒業後はダンサー・振付師として活躍。
その後はモデルとしても活躍し、2011年にはミス・アース・ジャパン（日本代表）に選ばれ、世界大会に出場。ナショナルコスチューム部門で世界一、総合トップ16位入りを果たした。
JEMAI環境ラベルプログラムのアドバイザリーボードを務め、2017年にWWFジャパン顧問へ就任するなど慈善活動にも取り組んでいる。

## メディア・出演

### 広告
- ミサワホーム　GENIUS UD
- JTBベネフィット

他多数

### テレビ
- NHK WORLD　great gear - レポーター

### ラジオ
- J-WAVE
  - ZAPPA（日曜 2016.10 - 2018.3・月曜 2018.4 - 2019.3・火曜 2018.4 - 2018.9）
  - MAKE MY DAY（2019.4.7 -2022.3.27）
  - WONDER VISION（2017.9、産休のため降板した平井理央の代理ナビゲーター）
- Green Station - Inter FM
- ダイアモンドベール - TOKYO FM